# Alidhuffarufinolhu
Alidhuffarufinolhu is een van de onbewoonde eilanden van het Haa Alif-atol behorende tot de Maldiven.
Het eiland kent nauwelijks begroeiing en is niet bebouwd.